# Marco Lodoli
 (juin 2020).
Si vous disposez d'ouvrages ou d'articles de référence ou si vous connaissez des sites web de qualité traitant du thème abordé ici, merci de compléter l'article en donnant les références utiles à sa vérifiabilité et en les liant à la section « Notes et références ».
Marco Lodoli (Rome, 1956) est un écrivain italien.

## Biographie
Lodoli remporte le prix Viareggio dès son premier roman Diario di un millennio che fugge (Chronique d’un siècle qui s’enfuit). Par la suite, il a écrit de nouveaux romans, en particulier Snack Bar Budapest, qui a été adapté au cinéma dans le film homonyme de Tinto Brass.
En 2006, il publie chez Einaudi un recueil d’histoires courtes intitulé Bolle. Les thèmes récurrents dans l’œuvre de Lodoli sont le voyage et la mort, ainsi que les relations entre soi-même et les autres. Il collabore avec le quotidien La Repubblica, dans lequel il rédige une colonne s’intitulant Isole.
Îles, guide vagabond de Rome, sorti en 2009 en France, est un recueil en archipel de courts chapitres, façon "carnet de bord" où tout un imaginaire littéraire et mythique côtoie le quotidien de la cité."Les îles romaines de ce livre [...] sont découpées dans le corps de la ville, des lieux précieux, perdus au milieu d'un océan frénétique d'insouciance" (chapitre 22).
La réflexion sur le temps y est omniprésente, du temps resserré de notre petite existence trépignante au temps cosmique qui se révèle en maints endroits du texte et à travers différents objets, telle la méridienne de l'église Santa Maria delli Angeli du chapitre 18, qui permet à l'imagination de replonger "vers une époque où les étoiles faisaient partie du quotidien des hommes, et où le temps ne se bornait pas à un bracelet-montre".
Une forme de dilettantisme s'en dégage, sans apprêt, sans recherche de style, par pur attrait pour le plaisir de la promenade et la recherche de ce qui échappe à l'œil pressé. "Il y a des îles qui se tiennent secrètes et silencieuses camouflées dans l'indifférence de la ville, recluses derrière une coquille qu'elles se gardent bien de rompre." C'est donc une sorte de méthode (methodos) que Lodoli propose, un parcours de séduction au terme duquel la ville nous apparaît sous quelques-uns de ses aspects charmants.
Il écrit également dans l’hebdomadaire Diario, où il rédige depuis quelques années une rubrique cinématographique.

## Publications
- (it) Diario di un millennio che fugge (Rome -Naples, Theoria, 1986. Traduction française par Michel Orcel : Chronique d'un siècle qui s'enfuit, P.O.L., 1987, 266 p. ; 21 cm. -  (ISBN 2-86744-088-2).
- (it) Snack Bar Budapest, Milan, Bompiani, 1987.
- (it) Boccacce (c'est-à-dire "grimaces), recueil de brèves nouvelles sur le monde de l'édition (1997). Traduction française en 2007, par Lise Chapuis et Dino Nessuno, sous le titre original (Talence, L'Arbre vengeur, 120 p. ;  (EAN 9-782916-1411-69).
- (it) Bolle, Turin, Einaudi, 2006.
- (it) Isole : guida vagabonda di Roma (Einaudi, 2008, 144 p.). Traduction française en 2009 par Louise Boudonnat : Iles : guide vagabond de Rome (Paris, La Fosse aux ours, 2009, 218 p.)
- (it) I Pretendenti (Einaudi, 2003, 366 p.). Traduction française en 2011 par Louise Boudonnat : Les Prétendants (Paris, P.O.L., 2011, 435 p.)
- (it) Vapore (Einaudi, 2013, 109 p.).
- Les Promesses. Sorella-Italia-Vapore, Paris, P.O.L., 2013, 348 p.  (ISBN 978-2-8180-1711-1)
- Grand cirque déglingue [« Grande circo invalido »], trad. de Louise Boudonnat, Paris, P.O.L., 2016, 160 p.  (ISBN 978-2-8180-3861-1)
- Si peu [« Tanto Poco »], trad. de Louise Boudonnat, Paris, P.O.L., 2024, 144 p.  (ISBN 978-2-8180-6158-9)

## Sources
- (it) Cet article est partiellement ou en totalité issu de l’article de Wikipédia en italien intitulé « Marco Lodoli » (voir la liste des auteurs).